# Nationalliga A (Streethockey, Schweiz)
Die Nationalliga A (NLA) ist die höchste Streethockey-Liga in der Schweiz. Sie besteht im Moment aus neun Mannschaften.

## Modus

### Qualifikation
Die Meisterschaft wird in einer ersten Phase als Rundenturnier (Qualifikation) gespielt. Jedes Team bestreitet gegen die anderen Mannschaften je ein Heim- und ein Auswärtsspiel. (16 Runden)
Ist ein Spiel nach 60 Minuten nicht entschieden, so folgt eine zehnminütige Verlängerung. Fällt kein Tor, wird der Match im Penaltyschiessen entschieden. Ein Sieg nach 60 Minuten gibt drei Punkte, ein Sieg nach Verlängerung oder Penaltyschiessen zwei Punkte, eine Niederlage nach Verlängerung oder Penaltyschiessen einen Punkt, und eine Niederlage nach 60 Minuten keinen Punkt. 

### Play-offs/Play-outs
An die Qualifikation anschliessend ermitteln die besten sechs Mannschaften den Schweizer Meister im Play-off-Stil. Die letzten zwei Mannschaften der Qualifikation ermitteln in den Play-outs die Mannschaft, die gegen den Meister der Nationalliga B um den Klassenerhalt spielen muss. In allen Runden der Play-offs, wie auch bei den Play-outs und bei den Klassenerhaltsspielen, wird der Modus Best-of-Three angewendet.

## Teilnehmer
In der Saison 2020/21 werden folgende acht Mannschaften in der NLA vertreten sein:
| Team                    | Standort          |
| ----------------------- | ----------------- |
| SHC Belpa 1107          | Belp              |
| SHC Gals                | Gals              |
| SHC La Chaux-de-Fonds   | La Chaux-de-Fonds |
| SHC Grenchen-Limpachtal | Grenchen          |
| Bulldozers Kernenried   | Kernenried        |
| SHC Martigny            | Martigny          |
| Oberwil Rebells         | Zug               |
| SHC Sierre Lions        | Sierre            |